# Словени у Грчкој (књига)
Словени у Грчкој је специјализована језичка студиja руско-немачког лингвисте Макса Фасмера.
Објављена је на немачком језику 1941. године у Трећем рајху. Прештампана је 1970. године у Лајпцигу.